# Jurgen Mattheij
Jurgen Mattheij (Rotterdam, 1 april 1993) is een Nederlands voetballer die doorgaans als centrale verdediger speelt. Hij komt uit voor Excelsior Rotterdam.

## Loopbaan
Mattheij speelde in de jeugd bij Alexandria '66, Sparta en Excelsior. Voor die laatste club debuteerde hij op 4 november 2011 in de Eredivisie, toen de Rotterdamse club met 0-0 gelijkspeelde in en tegen VVV-Venlo. Hij viel in die wedstrijd in de 85ste minuut in voor Daan Smith. Hij verruilde Excelsior in juli 2019 voor Sparta Rotterdam. In juni 2020 tekende hij een tweejarig contract bij het Bulgaarse CSKA Sofia. Hij bleef vier jaar in Bulgarije, waar hij meerdere wedstrijden op het Europees toneel speelde. Hij kwam meer dan 100 keer uit voor de club.
In januari 2025 kwam Mattheij terug bij Excelsior.

## Clubstatistieken
| Seizoen         | Club                | Competitie      | Competitie | Competitie | Beker | Beker | Overig | Overig | Totaal | Totaal |
| Seizoen         | Club                | Competitie      | Wed.       | Dlp.       | Wed.  | Dlp.  | Wed.   | Dlp.   | Wed.   | Dlp.   |
| --------------- | ------------------- | --------------- | ---------- | ---------- | ----- | ----- | ------ | ------ | ------ | ------ |
| 2011/12         | Excelsior Rotterdam | Eredivisie      | 12         | 1          | 0     | 0     | 0      | 0      | 12     | 1      |
| 2012/13         | Excelsior Rotterdam | Eerste divisie  | 16         | 0          | 0     | 0     | 0      | 0      | 16     | 0      |
| 2013/14         | Excelsior Rotterdam | Eerste divisie  | 10         | 1          | 1     | 0     | 1      | 0      | 12     | 1      |
| 2014/15         | Excelsior Rotterdam | Eredivisie      | 20         | 0          | 4     | 1     | 0      | 0      | 24     | 1      |
| 2015/16         | Excelsior Rotterdam | Eredivisie      | 21         | 0          | 2     | 0     | 0      | 0      | 23     | 0      |
| 2016/17         | Excelsior Rotterdam | Eredivisie      | 31         | 3          | 2     | 0     | 0      | 0      | 33     | 3      |
| 2017/18         | Excelsior Rotterdam | Eredivisie      | 33         | 0          | 0     | 0     | 0      | 0      | 33     | 0      |
| 2018/19         | Excelsior Rotterdam | Eredivisie      | 32         | 3          | 1     | 0     | 2      | 0      | 35     | 3      |
| 2019/20         | Sparta Rotterdam    | Eredivisie      | 26         | 2          | 1     | 0     | 0      | 0      | 27     | 2      |
| 2020/21         | CSKA Sofia          | Parva Liga      | 25         | 3          | 6     | 0     | 9      | 0      | 40     | 3      |
| 2021/22         | CSKA Sofia          | Parva Liga      | 22         | 4          | 4     | 0     | 12     | 1      | 38     | 5      |
| 2022/23         | CSKA Sofia          | Parva Liga      | 26         | 1          | 2     | 0     | 5      | 1      | 33     | 2      |
| 2023/24         | CSKA Sofia          | Parva Liga      | 6          | 1          | 3     | 0     | 0      | 0      | 9      | 1      |
| 2024/25         | Excelsior Rotterdam | Eerste divisie  | 1          | 0          | 0     | 0     | 0      | 0      | 1      | 0      |
| Carrière totaal | Carrière totaal     | Carrière totaal | 281        | 19         | 26    | 1     | 29     | 2      | 336    | 22     |

Bijgewerkt op 9 april 2025.

## Erelijst
CSKA Sofia
- Beker van Bulgarije: 2020/21